# Rente Linotte
 (novembre 2024).
La rente Linotte est une rente versée par l'État français en continu depuis le XVIIIe siècle. Il s'agit de la plus vieille obligation souveraine encore rémunérée dans le monde.

## Histoire
Au XVIIIe siècle, le juriste Claude-Henri Linotte, né en 1686, se voit proposer par le duc de Bouillon, pour lequel il travaille, une rente de 2 000 francs par an jusqu'à sa mort. Afin de protéger sa famille de la précarité à sa mort, il demande de recevoir une rente de 1 000 francs (14 000 € de 2019) par an, mais qu'elle soit payée à ses descendants,. Le premier paiement a lieu en 1738.
Toutefois, les terres du duc sont annexées par la France après la Révolution française, en 1795, et le pays récupère les actifs comme les passifs du territoire, dont ses engagements financiers. En 1807, Napoléon Ier inscrit la rente Linotte dans la loi afin d'assurer son paiement. Toutefois, dès 1811, l'inflation commence à éroder la valeur du paiement annuel, qui est réduit à moins de 6 000 € (en euros de 2019) par an. Bonaparte tient son engagement et le confirme dans un décret impérial du 18 janvier 1813, qui dispose dans son article premier : 

« 1. La rente de sept cent quatre vingt dix francs au nom du sieur Linotte (Claude Louis) portée par erreur sur l'état des rentes perpétuelles dues par la succession Bouillon annexé à notre décret impérial 20 février 1811, article 96, sera inscrite au grand livre de la dette viagère au nom du dit sieur Linotte (Claude Louis) né le 10 février 1764, pour en jouir d’abord par lui seul sa vie durant, et après son décès retournera à ses enfants et descendants pour s’éteindre au dernier survivant. »

Sous la Troisième République, la rente Linotte, qui était tombée dans l'oubli, refait surface. En 1898, le ministère des Finances propose aux descendants de Linotte de liquider l'obligation contre une indemnisation. La famille Linotte refuse. La Commission des Finances de l'Assemblée nationale demande à plusieurs reprises, entre 1903 et 1909, à ce que le gouvernement négocie la liquidation, mais les bénéficiaires refusent à nouveau. Du fait du désarrimage du franc à l'or, des dévaluations successives et des émissions de nouveaux francs, la valeur de la rente passe sous les 100 € en 1928, et passe à 11 € en 1960,.
La rente Linotte est largement oubliée jusqu'en 1998. Dans une question adressée au ministère des Finances, il est demandé à l'administration si la rente continue d'être servie. Dans une réponse en date du 31 juillet 1998, l'administration confirme que l'obligation est toujours active, mais qu'il n'appartient qu'« aux descendants de Mme Linotte de Poupéhan d'en demander le paiement à mes services en faisant valoir leurs droits dans les conditions qui sont précisées dans le libellé du titre ».
La valeur de la rente annuelle est en 2019 de 1,20 €. Bien qu'elle ne soit pas demandée par les cinquante-huit descendants de Linotte en vie, en 2019, Roxane Certner, porte-parole de l'Agence France Trésor, confirme que la rente est toujours inscrite dans le budget de l’État.

## Postérité
Elle est redécouverte par l'économiste français de la Réserve fédérale des États-Unis, François Velde, en 1990. Il publie un article sur le sujet, et retrouve les descendants de Linotte en France. Dans un ouvrage de 2017, Mihir A. Desai en fait un exemple du caractère moderne de la gestion financière de la dette par la France.
Bruno Fuligni, dans Les Lois folles de la République, soutient que la France n'a pas d'intérêt immédiat à négocier la liquidation de cette rente. En effet, « pour seulement dix centimes d'euro par mois [...] le gouvernement français démontre ainsi au monde la solidité de sa parole et la stabilité de ses engagements financiers ».